# クルジュ＝ナポカ市電
クルジュ＝ナポカ市電（ルーマニア語: Tramvaiul din Cluj-Napoca）は、ルーマニアの都市であるクルジュ＝ナポカ市内を走る路面電車。1980年代以降ルーマニア各都市に建設された路線の1つで、2020年現在はクルジュ＝ナポカ市が所有するクルジュ＝ナポカ交通公社（Compania de Transport Public Cluj-Napoca、CTP Cluj-Napoca）によって運営が行われている。

## 歴史
元々クルジュ＝ナポカ市内には1893年8月21日に開通した、スチームトラムを用いた軌道が存在しており、最盛期には全長9.3 kmの路線網が存在した。将来的には路面電車の導入も計画されていたものの、事故の多発や利用客の低迷、財政悪化などの影響から1902年をもって営業運転を休止し、以降は僅かな貨物輸送が行われたのみで1909年をもって廃止された。

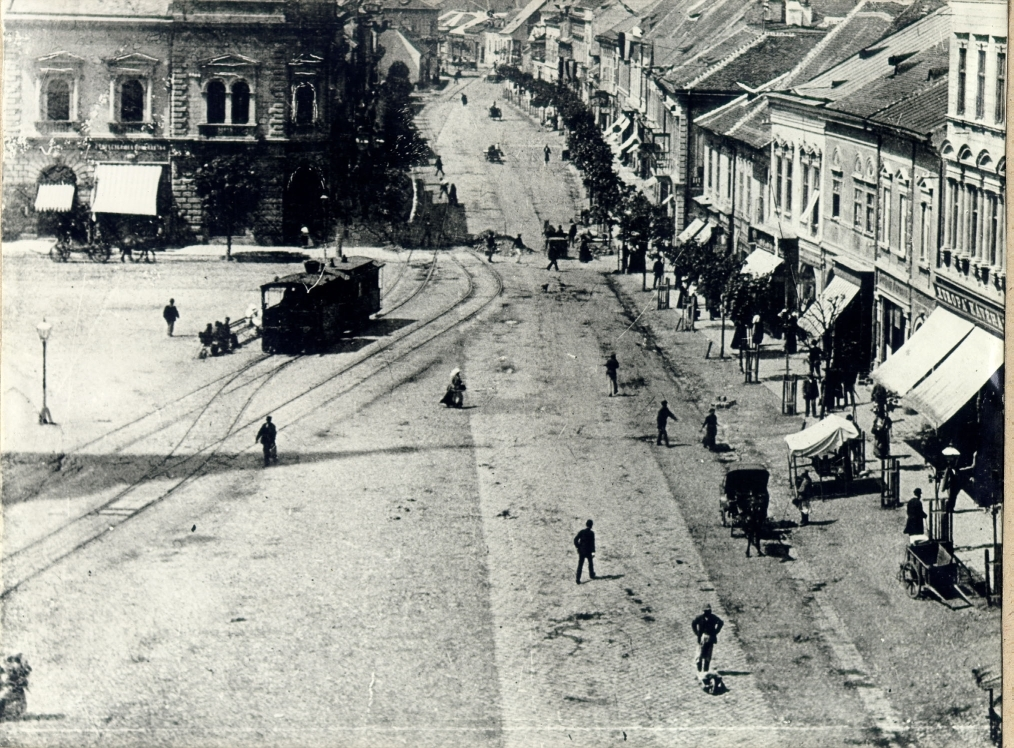
かつて存在したスチームトラムの路線網（1902年撮影）

その後、クルジュ＝ナポカ市内における交通機関の主力は自家用車やバスなどの自動車であったが、1970年代以降幹線道路の混雑が大きな課題となっていた。一方、1980年代以降ルーマニア政府は自国通貨の海外流出を抑えるため、石油の輸入を抑制する代わりに各都市へ路面電車を新設する方針を決定し、クルジュ＝ナポカにも路面電車が復活する事となった。そして1987年10月と11月の2度に分けて、市内を東西に結ぶ路線が開通した。

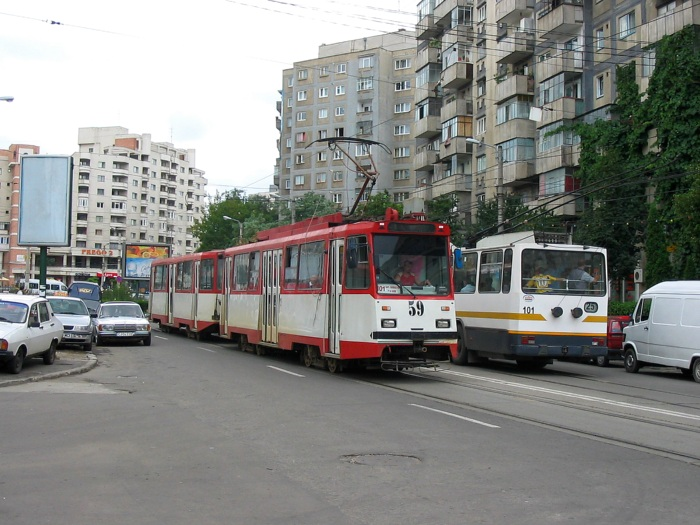
開業時に導入されたティミス2（2007年撮影）

だが、1980年代に新設されたルーマニア各地の路面電車は短期間での敷設を目的としたため不十分な投資のまま営業運転が開始された経緯があり、クルジュ＝ナポカ市電でも早期にこれらの劣化やそれに伴う騒音、振動などが問題となった。そのため、2011年以降は欧州連合からの投資を受けて路線や施設の改修、バリアフリーに適した超低床電車の導入などの近代化が継続して行われている。

## 運行

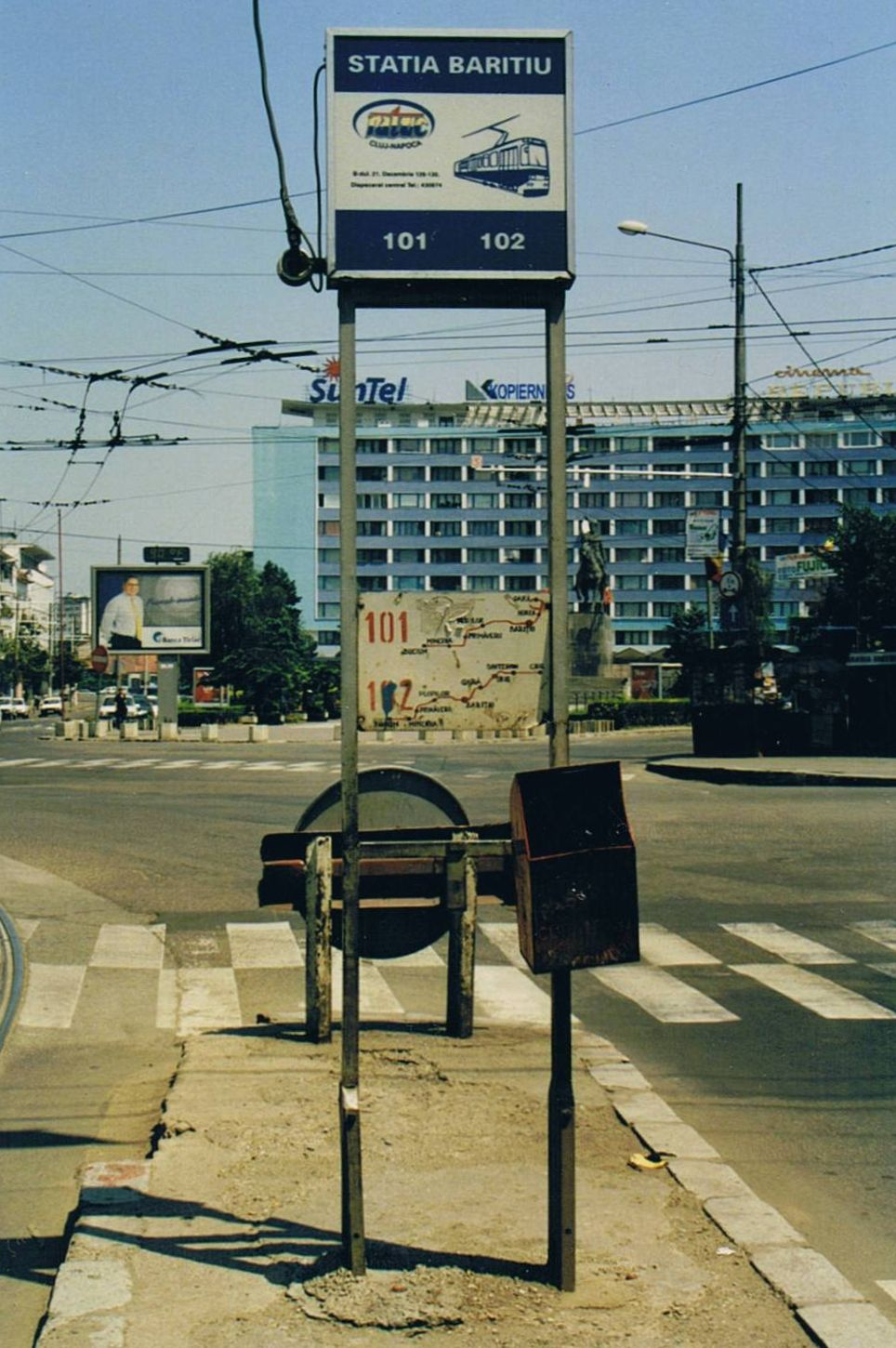
市電の電停（2001年撮影）

系統図
100号線
101号線
102号線

2020年現在、クルジュ＝ナポカ市電は市内を東西に結ぶ全長13 kmの区間を有する。路線はこの1つのみだが、ルーマニア国鉄のクルジュ＝ナポカ駅と接続する駅前旧広場（Piața Gării Vechi）電停を始発・終着点とする100・101号線と、東西の全区間を走行する102号線の合わせて3つの系統が存在する他、100号線と102号線については路線の東端にある車庫への入出場を兼ねた派生系統（101L号線、102L号線）が設定されている。運賃はクルジュ＝ナポカ交通公社が運営する路線バスやトロリーバスのうち郊外系統と共通で設定されており、乗車券は1回の乗車につき2.5レイで購入可能である他、身分証明が可能な書類を提出すれば1日、3日、1週間、1ヶ月分の乗車券が発行される。また、これらの期間を定めた乗車券は電子決済でも購入可能である。
運休されているものも含め、2020年現在のクルジュ＝ナポカ市電の系統は以下の通り。
| 系統番号 | 起点              | 終点           | 備考・参考          |
| -------- | ----------------- | -------------- | ------------------- |
| 100      | Piața Gării Vechi | Disp. Tram CUG | 平日に5往復のみ運行 |
| 100L     | Piața Gării Vechi | Depou Tramvai  | 2020年現在運休中    |
| 101      | Disp. Bucium      | P-ța Gării Noi | 平日のみ運行        |
| 102      | Disp. Bucium      | Disp. Tram CUG | [ 16 ] [ 17 ]       |
| 102L     |                   |                | 平日のみ運行        |

- 系統図
- 100号線
- 101号線
- 102号線

## 車両
クルジュ＝ナポカ市電の開通時に導入されたのはブカレストで製造された連接車のV3A（3車体）やV2A（2車体）、ティミショアラで製造されたボギー車のティミス2といった国産車両であったが、その粗悪な構造上老朽化が早期に進行した他故障も相次いだため、1997年以降はドイツ各都市から譲渡された車両による置き換えが実施された。その後、2010年代以降は超低床電車の導入が積極的に行われている。

### 現有車両
- ペサ120Nc - ポーランドの鉄道車両メーカーであるペサが展開する、車内全体が低床構造となっている超低床電車の「スウィング」の1形式。2012年の契約時点では12両が新造される予定だったが、技術や予算の問題から導入数は2013年製の4両に留まった[22][20][23]。
- インペリオ - ルーマニアのアラドに工場を置くアストラ・ヴァゴアネ・カラトリ（ルーマニア語版）が展開する超低床電車。2018年に導入契約が交わされ、最初の4両は2020年10月28日から営業運転を開始し、2021年までに全28両が納入されている[20][24][25]。

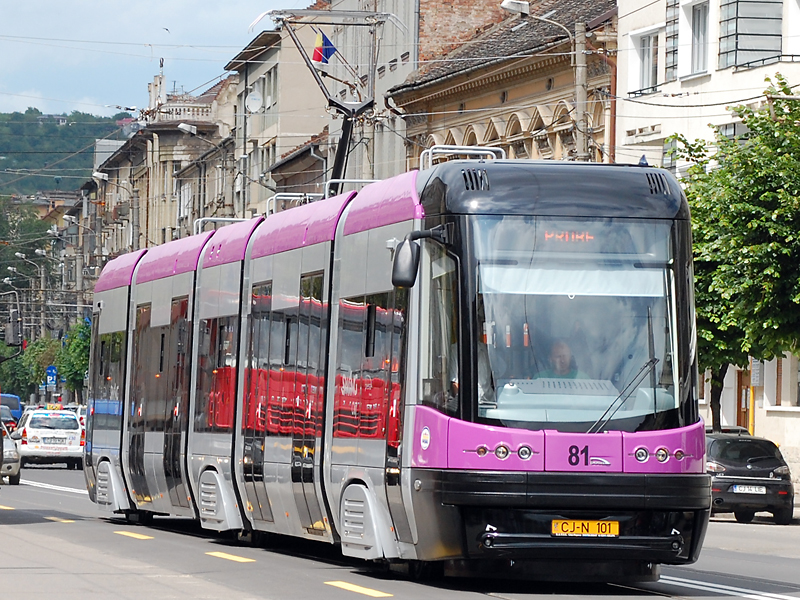
ペサ120Nc（2012年撮影）
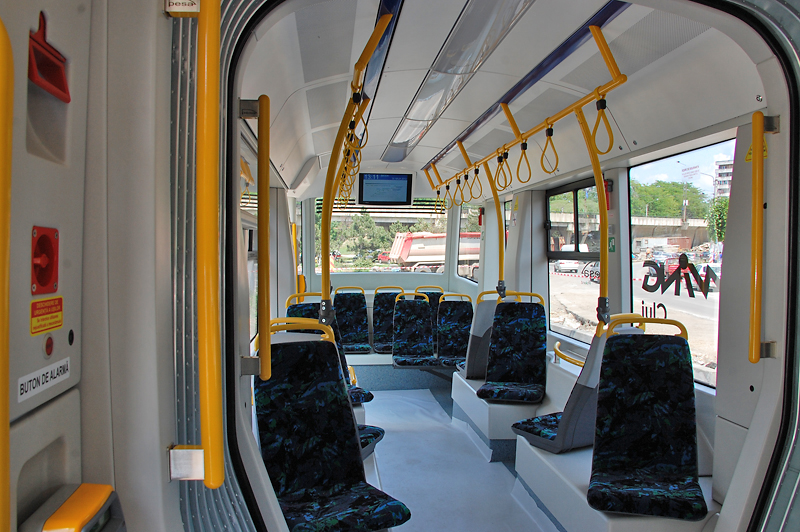
ペサ120Nc（車内、2012年撮影）
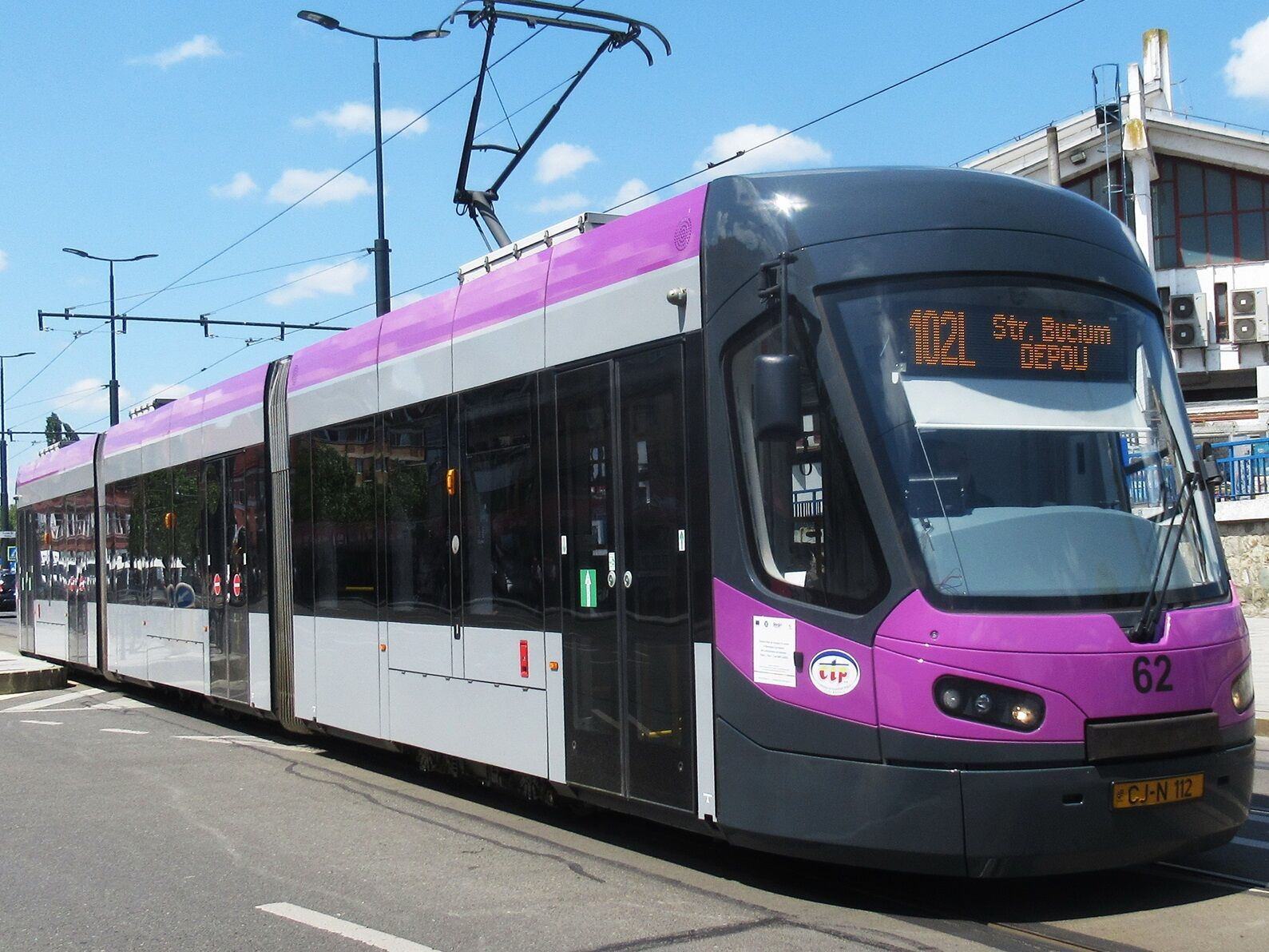
インペリオ（2021年撮影）

### 過去の車両
- ティミス2 - ルーマニアの標準型路面電車車両として各都市に導入されたボギー車。クルジュ＝ナポカ市電には開業時に電動車・付随車の合計36両が2011年まで使用されていた。以降は電動車と付随車各1両が保存されている[21][20][26]。
- V2A・V3A - 元はブカレスト市電向けに開発された連節車。2車体連接車のV2Aが15両、3車体連接式のV3Aが6両導入されたが、運用の都合からヤシ市電（ヤシ）やボトシャニ市電（ボトシャニ）へ譲渡された[26]。
- T4D・B4D - ドイツのマクデブルク市電（マクデブルク）で使用されたボギー車。2002年に電動車のT4Dが18両、付随車のB4Dが2両譲渡され、2010年まで使用された[26]。
- KT4D - ドイツのベルリン市電（ベルリン）で使用されていた小型2車体連接車。1998年から1999年にかけて25両が譲渡され、超低床電車へ置き換えられる2021年まで使用された。以降は1両が残存しており、博物館への保存が予定されている[26]。
- KT4Dm - ドイツのポツダム市電（ポツダム）の車両のうち、在籍中に内装や機器の近代化が実施された車両。クルジュ＝ナポカ市電には2009年に10両が譲渡され、2021年まで使用された[26]。

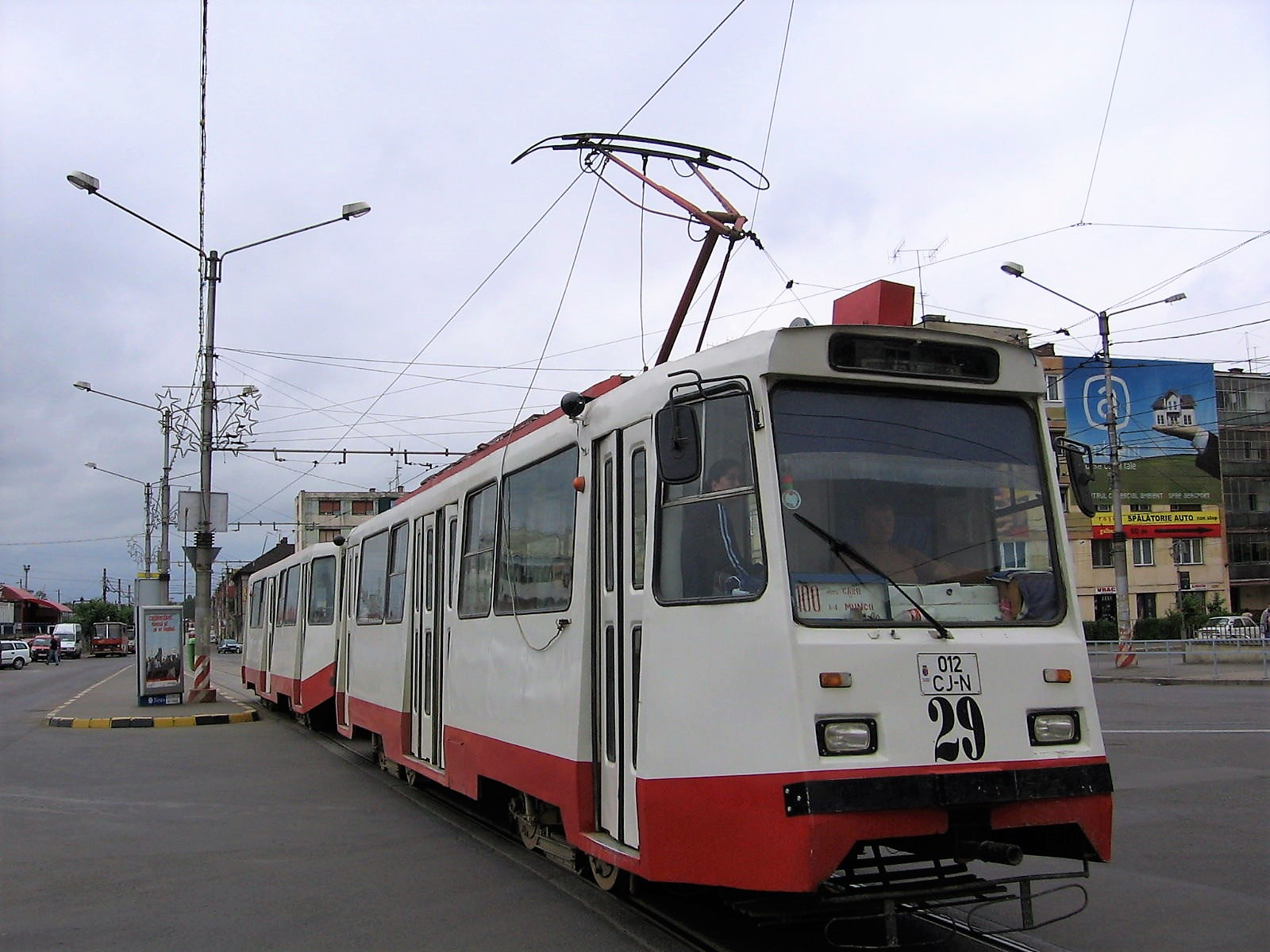
ティミス2（2006年撮影）
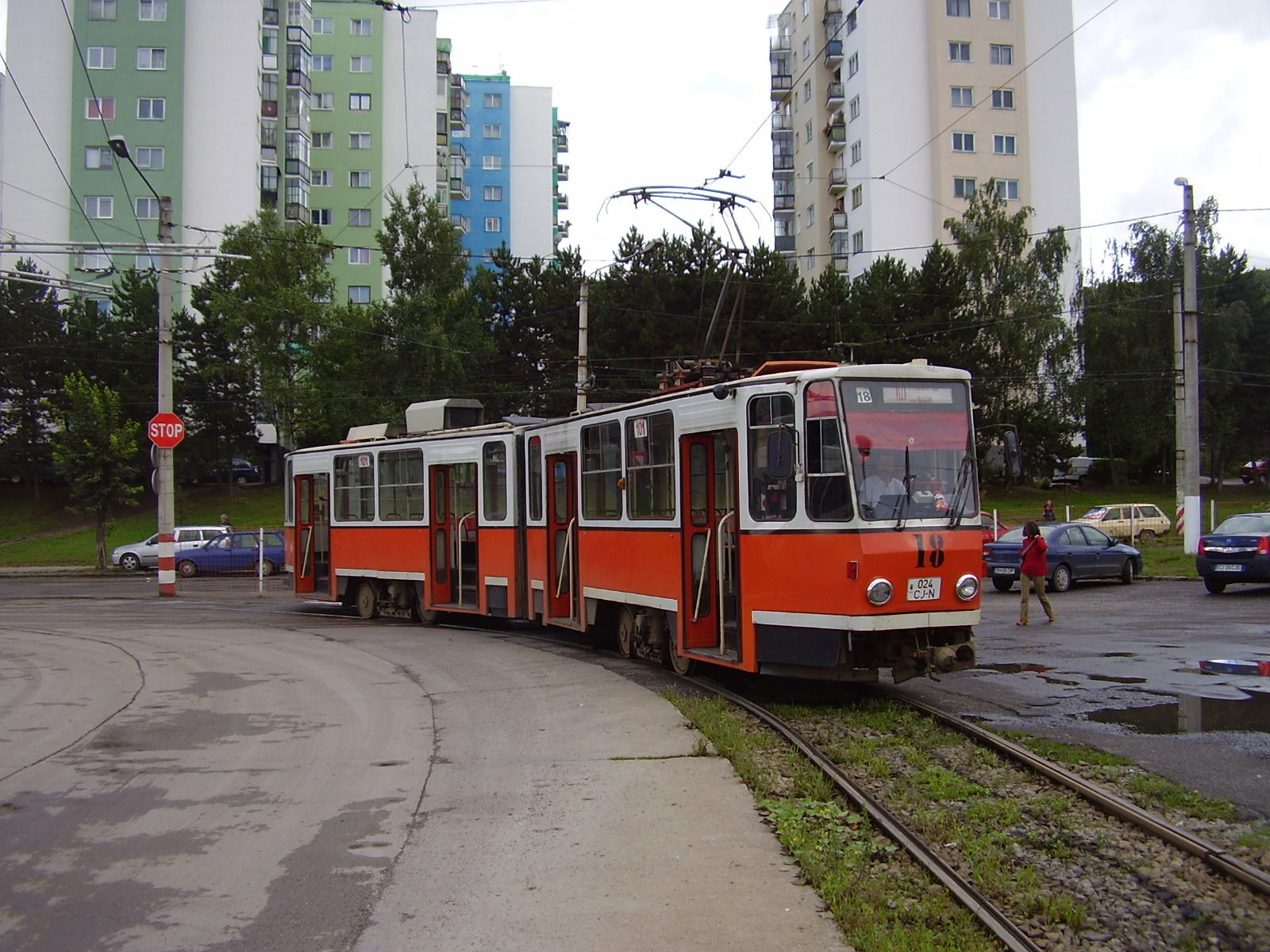
タトラKT4D（2006年撮影）
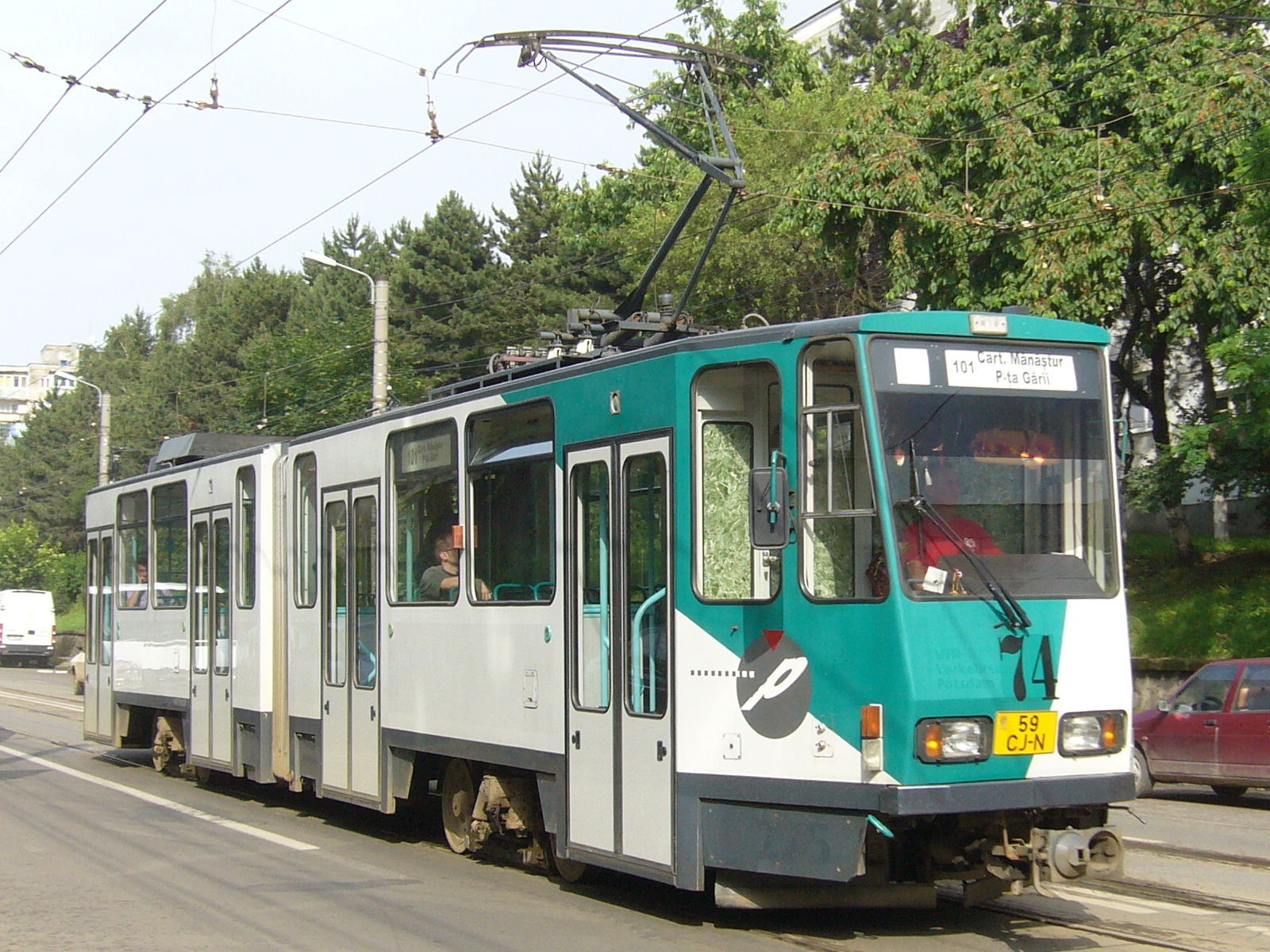
タトラKT4DM（2010年撮影）